# Wildfire (Band)
Wildfire ist eine Heavy-Metal-Band, die von 1982 bis 1985 bestand und dem Stil des New Wave of British Heavy Metal zugerechnet wird. Der Sänger Paul Mario Day war vorher Gründungsmitglied von Iron Maiden und Sänger der Heavy-Metal-Band More.

## Geschichte
Die Band hatte nur für kurze Zeit Bestand. Sie hat zwei Langspielplatten und mehrere Singles und EPs herausgebracht. Die Band wurde offenbar nach 1981 in Belgien in Zusammenarbeit mit den dortigen Büros der Firma WEA gegründet auf Betreiben von Herman Schueremans und Alfie Falckenbach, als sich Paul Day nach seiner Trennung von seiner Band More ebenda aufhielt und Kontakte mit diesen Personen knüpfte. Jeff Summers und Bruce Bisland wurden von der Band Weapon angeworben, Jeff Brown wechselte von der Biker-Band Dumpy's Rusty Nuts zu Wildfire. Martin Bushell stieß später als zweiter Gitarrist hinzu. In Brüssel wurde dann kurz darauf das Debüt-Album Brute Force and Ignorance eingespielt, wie später auch Summer Lightning. Wegen ausbleibender größerer Erfolge löste sich die Band 1985 wieder auf. Paul Day schloss sich nach der Auflösung der Band der neu formierten Band The Sweet an. Die übrigen Mitglieder der Band spielten vor und nach ihrer Zeit bei Wildfire auch in anderen mitunter namhaften Bands.

## Besetzung
Bruce Bisland war Schlagzeuger auch bei Praying Mantis, Weapon UK, The Sweet, Andy Scott’s Sweet und State Trooper. Jeff Brown war Bassist bei The Sweet, Andy Scott’s Sweet, Cats in Space, State Trooper und Dumpy's Rusty Nuts. Jeff Summers war Gitarrist bei Paddy Goes to Holyhead, State Trooper und Weapon UK. Er erschien auch auf mehreren Kompilationen. Martin Bushell hat den bürgerlichen Namen Martin James Bushell und war Gitarrist bei State Trooper und verschiedenen Labels Musiker für weitere Solo-Sänger oder Bands.

## Diskografie
- 1983: Brute Force and Ignorance (Album, Mausoleum Records)
- 1983: Summer Lightning (Album, Mausoleum Records)
- 1984: Jerusalem (7"-Single, Mausoleum Records)
- 1984: Nothing Lasts Forever (7"-Single, Mausoleum Records)
- 2020: Brute Force & Ignorance + Summer Lightning (2xCD, Kompilation, Golden Core)

## Weiterführende Literatur
- Stenning, Paul, Iron Maiden: 30 Years of the Beast – The Complete Unauthorised Biography, Chrome Dreams 2006, ISBN 1-84240-361-3
- Wall, Mick, Iron Maiden: Run to the Hills, the Authorised Biography, 2004 (3rd edition), Sanctuary Publishing, ISBN 1-86074-542-3